# Thomas Caers
Thomas Caers (14 januari 1973) is een Belgisch voormalig betaald voetballer en voormalig voetbaltrainer die als verdediger speelde. Hij is hoofd jeugdopleiding bij RWDM sinds 2022. 

## Carrière
Caers speelde in de jaren negentig voor het Kempense KVC Westerlo — met wie hij in 1997 naar de hoogste klasse promoveerde, voor het eerst in de clubgeschiedenis — en KAA Gent en beleefde begin jaren 2000 hoogdagen bij Sint-Truidense VV. In 2003 eindigde hij met STVV op de vierde plaats in de Belgische hoogste klasse en bereikte hij de finale van de Beker van België, die STVV verloor van La Louvière. In 2004 nam hij afscheid als speler bij Sint-Truidense VV, wegens een slepende heupblessure. Hij kwam ook uit voor MVV Maastricht in Nederlands Limburg. Caers speelde bij Westerlo en Gent veelal als voorstopper centraal in de verdediging, maar was doorgaans linksachter bij STVV.
Na het abrupte einde van zijn spelerscarrière begin oktober 2004, toen hij als speler van STVV plots door zijn heup zakte tegen Sporting Charleroi, werd Caers na verloop van tijd actief als trainer, maar dit bleek van korte duur. Van februari 2006 tot november 2006 was Caers trainer van STVV. Toen nam hij ontslag. Sinds 2022 werkt Caers als hoofd jeugdopleiding bij de Belgische tweedeklasser RWDM. De club was in 2023–2024 actief in Eerste klasse A, maar degradeerde meteen weer naar Eerste klasse B.

## Spelerscarrière
- 1977-1990 KFC Tongerlo
- 1990-1997 KVC Westerlo
- 1997-1999 KAA Gent
- 1999-02/2002 MVV
- 02/2002-10/2004 Sint-Truidense VV

## Trainerscarrière
- 02/2006-11/2006 Sint-Truidense VV